# 峰篤子
峰篤子（日语：／ Mine Atsuko，1951年5月2日—），日本女性配音員。Production BAOBAB所屬。出身於東京都。身高158cm。O型血。

## 經歷
峰篤子畢業於東京都立神代高等學校。
博田演技研究所、專門學校東京廣播學院畢業。師從薄田研二、早野壽朗。成立Group Eito。解散後，加入Production BAOBAB。

## 人物
音域：女低音。方言：廣島方言。
作為配音員，她活躍於動畫、外語配音等領域。
就其角色而言，她經常飾演家庭主婦型女性的角色。
特長：日本舞。興趣：讀書、看電影、參觀美術館、旅行、園藝。

## 演出
粗體字表示主要角色。

### 電視動畫
1975年
- 時間飛船（紅頭巾、美雅麗）
- 法蘭德斯之犬（助手）
- 勇者萊汀（母親）

1976年
- 太空五小義 哥頓（美紀）
- 保羅歷險記（學生、吉姆、迪諾、莉莉、珊瑚人A、綠、兔子騎士）
- 漫畫花之係長（日语：花の係長）

1977年
- 棒球少年貫太（日语：一発貫太くん）（對手球隊B、少年B、美智子）
- 超合體魔術機器人 銀凱薩（阿咲）
- 小雙俠 (1977年版)（南丁格爾、和童、太太、顧客A、克麗奧佩脫拉）
- 若草的夏洛特（日语：若草のシャルロット）（葛頓夫人、主婦A、婦人）

1978年
- 咪咪流浪記
- 女王陛下的小天使小偵探（日语：女王陛下のプティアンジェ）（女主人）
- 窈窕淑女（伊集院伯爵夫人[11]）
- 佩琳物語
- 野球狂之詩（日语：野球狂の詩）（1978年—1979年，肉店老闆娘、婦人、祖母、老婦人、店主 等）
- 魯邦三世 PART2（日语：ルパン三世 (TV第2シリーズ)）（1978年—1979年）

1979年
- 小熊的故事（日语：こぐまのミーシャ）（1979年—1980年，老虎夫人[12]、水仙花）
- 新·巨人之星II
- Z超人（日语：ゼンダマン）（廚子王）
- 哆啦A夢 (大山羨代版)（野比大雄的祖母（日语：のび太のおばあちゃん）〈初代〉 等）
- 凡爾賽玫瑰（1979年—1980年，女主人B）

1980年
- 怪物小王子 (1980年版)（1980年—1981年，格林奶奶、加布羅、八郎、伍爾·麥斯爾、 等）
- 傳說巨神伊甸王（露的母親、女主人）
- 湯姆歷險記（班傑明·羅傑斯）
- 尼爾斯的不可思議之旅（祖母、兔媽媽、媽媽、做飯的女人、熊媽媽）

1981年
- 新·根性青蛙（1981年—1982年）
- 忍者哈特利（河合夢子的祖母）
- 真知子老師（網走金三的母親）
- 靈犬雪麗

1982年
- 逆轉一發人（日语：逆転イッパツマン）（奶奶）
- 電子神童（石野柄繪、護士、小孩）
- 衝鋒勝平（日语：ダッシュ勝平）（女顧客）
- 心跳今夜（羅羅）
- 魔法公主 明琪桃子（日语：魔法のプリンセス ミンキーモモ）（加奈爾、夫人）

1984年
- 牧場上的少女卡特莉（諾拉）

1985年
- 鄰家女孩（菊江）
- 超獸機神斷空我（母親）
- 高爾夫頑童猿丸（1985年—1988年，猿谷大丸[13]、五右衛門、事務員）2系列
- 魔法之星愛美（1985年—1986年，中森晴子[14]）

1986年
- 加油！吉塔斯（一平）
- 宇宙船人馬座（日语：宇宙船サジタリウス）（納拉[15]）
- 青春動畫全集（日语：青春アニメ全集）（母親）
- 褞袍超人（大嬸）
- 七龍珠（大嬸）
- 相聚一刻（音無郁子的母親）

1987年
- 動畫三劍客（日语：アニメ三銃士）（麥爾特）
- 機甲戰記龍騎兵（若葉美津）
- 漫畫日本經濟入門（日语：マンガ日本経済入門）（大嬸）

1988年
- 美味大挑戰（凱特·詹姆士·布拉克）
- 格林名作劇場（其妻）
- 新格林名作劇場（鴨子媽媽、保母）
- 魔神英雄傳（1988年—1989年，魔婆）

1989年
- 偶像英里子傳說（安江、山本）
- 昆蟲物語 孤兒哈奇 (重製版)（1989年—1990年，蜂蜜、小孩A）
- 魔動王Granzort（女主人[16]、庫彭、史蒂芬〈少年〉）
- 妙手小廚師（阿富）
- YAWARA！（1989年—1992年，藤堂由貴、女服務生）
- 亂馬½ (1989年版)

1990年
- 偶像天使陽子（花子）
- 烏龍少爺（日语：おぼっちゃまくん）（1990年—1991年，小百合、茂子）
- 藤子不二雄A的夢魔子（日语：藤子不二雄Aの夢魔子）（O.L B、香的朋友、女學生）
- 魔神英雄傳2（老婆婆）
- 桃太郎傳說 PEACHBOY LEGEND（老婦人）

1991年
- 猜拳人（梅干婆婆）
- 崔普一家物語（安妮的母親）
- 魔法公主 明琪桃子 擁抱夢想（日语：魔法のプリンセス ミンキーモモ）（瑪姬）
- 丸出日太夫（老婦人）

1992年
- 妙廚老爹（1992年—1995年，廚師[17]、東山夫人）
- 大草原上的小天使 灌叢嬰猴（美雅麗·比爾）
- 蜜柑繪日記（沖代）
- 看了就會變強 暢快！橫綱動畫 啊啊播磨灘（日语：ああ播磨灘）（美津子、老婆婆）
- 黑色推銷員

1993年
- 卡利麥羅 (1992年版)（碧琪）
- 蠟筆小新（1993年—2020年，店長、吉永老師的母親、耳吹驅、月人 等）
- 忍者亂太郎（1993年—2009年，老婦人、能勢久作〈初代〉、花江、夢前三冶郎〈代演〉、音吉〈第2代〉、大嬸、老太太、侍童、少年 等）

1994年
- 頑童歷險記（喬治）
- 美少女戰鬥隊（原宿昌代〈第2代〉）
- 幽☆遊☆白書（冰女B）

1995年
- 黃金勇者合體（老婦人、媽媽）
- H2（花店大嬸）
- 淘氣小愛神（狄蜜特）
- 夢幻遊戲（亢宿的養母）

1996年
- 蒙面俠蘇洛傳（瑪莉亞[18]）
- 逮捕令（鈴木梅）

1998年
- 白色十字架（老人2）
- 海螺小姐（比利的妻子）

1999年
- 伊索世界（莫格朗、兔子D）
- ∀鋼彈（護理長）

2000年
- 機巧奇傳希約戰記（福）
- 第一神拳（會長的太太）

2002年
- 水瓶戰記 Sign for Evolution（記者B）
- 我們這一家（小紫的祖母）
- 閃靈二人組（美堂蠻的祖母）

2004年
- 魔法少年賈修（莉莉）
- 七武士（節）
- 風人物語（奶奶）
- 名偵探柯南（2004年—2021年，琴屋旅館女將、松子、武村咲子、日野綠、赤岩照子、清原雲丹〈清〉、磯島千惠美）

2005年
- 我的太太是魔法少女（本平舞子）
- 極速攝殺（森下夫人）
- 光之美少女 Max Heart（水戶屋大嬸）

2006年
- 怪醫黑傑克21（凱莎琳）
- 認真地不認真的怪傑佐羅力（保母）

2007年
- 神靈狩/GHOST HOUND（加畑憲子）

2008年
- 地獄少女 三鼎（片瀨小枝子）
- 夜櫻四重奏（槍櫻姬的祖母）

2009年
- 閃亮雙胞胎（木山、幫手）
- 戰爭童話（日语：戦争童話） 藍眼女孩的話（日语：青い瞳の女の子のお話）（山田太郎）
- 道子與哈金（旅館的大嬸）

2010年
- 閃光的夜襲

2011年
- 白兔玩偶（河地幸子）
- Fate/Zero（2011年—2012年，瑪莎·麥肯齊）2系列

2019年
- 哆啦A夢 (水田山葵版)（家庭主婦、祖母1、祖母）

### 電影動畫
1981年
- 怪物小王子：怪物樂園的招待（寵物）

1982年
- 怪物小王子：惡魔的劍（寵物怪物）
- 大提琴手高修（樂團成員）

1986年
- 高爾夫頑童猿丸：超級高爾夫世界的挑戰（猿谷大丸）

1987年
- 高爾夫頑童猿丸：甲賀秘境！影之忍法高爾夫晉見！（猿谷大丸）

1990年
- 哆啦A夢：大雄與惑星之謎（猩郎）

1991年
- 機動戰士鋼彈F91（艾爾姆夫人）

1994年
- 平成狸合戰

1995年
- MEMORIES「大砲之街」（女）

1999年
- 逮捕令 the MOVIE

2005年
- 劇場版 xxxHOLiC：仲夏夜之夢

2009年
- 哆啦A夢：新·大雄的宇宙開拓史（布布[19]）

2010年
- 古城荊棘王 -King of Thorn-

### OVA
1985年
- 烏龍派出所（奶奶）
- 魔法公主 明琪桃子 夢中輪舞（日语：魔法のプリンセス ミンキーモモ）（加奈爾）
- 風中之露（日语：るんは風の中）（太太）

1986年
- The 超女（瑪莉絲的母親）
- 火焰之旅（周平的母親）
- 魔法之星愛美 蟬時雨（中森晴子）

1992年
- INFERIUS惑星戰史外傳 CONDITION GREEN（日语：インフェリウス惑星戦史外伝 CONDITION GREEN）（奶奶）

1993年
- 人魚之傷（春代）
- Hello Kitty的愛麗絲夢遊仙境（女王）

1998年
- 青之6號（大嬸）

1999年
- 思春期美少女合體機器人Z-Mind（日语：思春期美少女合体ロボ ジーマイン）（花戶川琴）

2000年
- （不倒翁婆婆）
- （不倒翁婆婆）

2002年
- 魔法之星愛美 雲光（中森晴子）

2006年
- （旁白）

2008年
- 魯邦三世 GREEN vs RED（日语：ルパン三世 GREEN vs RED）（山中女士）

### 遊戲
- YAWARA！（1992年）
- YAWARA！2（1994年）
- 王國主廚（1996年）
- 高爾夫頑童猿丸（2008年，猿谷大丸）
- 秋之回憶6 ～T-wave～（2008年，遠峯富美子）
- 嘟嘟貓觀察日記（2012年）

### 廣播劇CD
- 閃電霹靂車 PICTURELAND5 蒸汽之城的對決！（旅館老婦人）

### 外語配音

#### 電影
- 荒野大鏢客 ※TBS新錄製版。
- 大陰謀 ※TBS版。
- 大賊與金絲貓（英语：Boulevard du Rhum） ※朝日電視台版。
- 辣嬤寫真（英语：Calendar Girls）（西莉亞〈西莉亞·伊姆麗（英语：Celia Imrie）〉）
- 腥風怒吼（傑克）
- 長腿叔叔（英语：Daddy Long Legs (1955 film)） ※東京電視台版[注 1]。
- 喪屍特警（英语：Dead Heat）（寶石店店員〈凱特·卡普林〉）※富士電視台版[注 2]。
- 八腳怪（格拉迪斯）※東京電視台版。
- 飛天法寶（瑪莎·喬治〈伊迪·邁克萊爾〉）
- 魔鬼剋星2（伊萊恩〈科洛·韋伯（英语：Chloe Webb）〉）※朝日電視台版[注 3]。
- 早安越南（敏恩）※富士電視台版。
- 再見艾曼紐（母親）※東京電視台版。
- 狗臉的歲月（英语：My Life as a Dog）（英格馬爾的母親〈安琪·李東（英语：Anki Lidén）〉）
- 魔法保姆麥克菲（奎克利太太〈西莉亞·伊姆麗〉）※劇院公映版。
- 魂斷情天（英语：Some Came Running (film)）（伊迪絲）※TBS版。
- 恃強凌弱（英语：Swashbuckler (film)）（女主人）※富士電視台版。
- 畢業生（女1）※TBS版[注 4]。
- 黃金列車大奇案（伊麗莎白·特倫特）※機內上映版。
- 不可思議的融化人（英语：The Incredible Melting Man）（海倫）
- 西部執法者（英语：The Outlaw Josey Wales） ※TBS版。
- 超人力霸王葛雷

#### 電視影集
- 白羅神探（默德·阿伯內西模）
- 犯罪心理（第4季：梅伊、第12季：貝蒂）
- 金剛戰士：太空（英语：Power Rangers in Space）（阿什利·哈蒙德的祖母）
- 閃電俠 ※日本電視台版。
- 霹靂超人
- 不可思議的融化人（英语：The Incredible Melting Man）（護士、彼得、海倫）※TBS版[注 2]。
- X檔案（蒂娜·穆德〈瑞貝卡·圖蘭（英语：Rebecca Toolan）〉）※影碟版。

#### 動畫
- 變身國王2：高剛外傳（希爾蒂）
- 貓頭鷹守護神（普利西弗太太）
- 忍者哈特利 Returns（領隊、哈特利的母親）
- 丁丁歷險記

### 其它
- 浪漫托邦藤原京'95 卡普空展示會 快打旋風II ～甦醒的藤原京～（祈禱的老婆婆）

## 腳註

## 外部連結
- 峰篤子｜Production BAOBAB （日語）